# Arve Opsahl
Arve Opsahl, född 14 maj 1921 i Oslo, död där 29 april 2007, var en norsk skådespelare och komiker.

## Biografi
Opsahl var en av Norges största revy- och filmskådespelare. Han gjorde sin filmdebut 1941 och började som revyartist hos Jens Book-Jenssen på anrika Chat Noir i Oslo 1942. I 16 år var han engagerad vid Oslo Nye Teater. Han gästspelade på Det norske teatret och på Trøndelag Teater. Opsahl gjorde stor succé som sopåkaren Alfred Doolitle i musikalen My Fair Lady i Bergen. Han var även en duktig sångare och gav ut flera grammofonskivor under sin karriär. I Norge blev han också känd för rollen som Egon Olsen i filmerna om Olsenbanden, Norges motsvarighet till Jönssonligan.
Han gästspelade i Sverige flera gånger, första gången på turné med Hälsingborgsrevyn 1953. I Sverige blev han annars mest känd som en av Pratmakarna och genom TV-sketchen där han som norsk sjöman blev förmanad av sitt befäl: Flickorna i Lissabon har inget mer än flickorna i Oslo. Varpå sjömannen replikerade: Nej, jag vet. Men det de har, det har de här i Lissabon.

## Filmografi i urval
- 1949 – Svendsen går videre
- 1955 – Hjem går vi ikke
- 1958 – Människor på flykt
- 1960 – Millionær for en aften
- 1961 – Oss atomforskere imellom
- 1961 – Norges söner
- 1961 – Bussen
- 1962 – Stackars stora starka karlar
- 1964 – Blåjackor
- 1988 – Folk och rövare i Kamomilla stad
- 1989 – Tidlös kärlek